# São Paio (Arcos de Valdevez)
São Paio foi uma freguesia portuguesa do Município de Arcos de Valdevez, que tinha 3,55 km² de área e 1 147 habitantes (2011). Densidade: 323,1 hab/km².
Foi extinta em 2013, no âmbito de uma reforma administrativa nacional, tendo sido agregada à freguesia de Giela, para formar uma nova freguesia denominada União das Freguesias de Arcos de Valdevez (São Paio) e Giela da qual é sede.

## População
| População da freguesia de Arcos de Valdevez (São Paio) | População da freguesia de Arcos de Valdevez (São Paio) | População da freguesia de Arcos de Valdevez (São Paio) | População da freguesia de Arcos de Valdevez (São Paio) | População da freguesia de Arcos de Valdevez (São Paio) | População da freguesia de Arcos de Valdevez (São Paio) | População da freguesia de Arcos de Valdevez (São Paio) | População da freguesia de Arcos de Valdevez (São Paio) | População da freguesia de Arcos de Valdevez (São Paio) | População da freguesia de Arcos de Valdevez (São Paio) | População da freguesia de Arcos de Valdevez (São Paio) | População da freguesia de Arcos de Valdevez (São Paio) | População da freguesia de Arcos de Valdevez (São Paio) | População da freguesia de Arcos de Valdevez (São Paio) | População da freguesia de Arcos de Valdevez (São Paio) |
| ------------------------------------------------------ | ------------------------------------------------------ | ------------------------------------------------------ | ------------------------------------------------------ | ------------------------------------------------------ | ------------------------------------------------------ | ------------------------------------------------------ | ------------------------------------------------------ | ------------------------------------------------------ | ------------------------------------------------------ | ------------------------------------------------------ | ------------------------------------------------------ | ------------------------------------------------------ | ------------------------------------------------------ | ------------------------------------------------------ |
| 1864                                                   | 1878                                                   | 1890                                                   | 1900                                                   | 1911                                                   | 1920                                                   | 1930                                                   | 1940                                                   | 1950                                                   | 1960                                                   | 1970                                                   | 1981                                                   | 1991                                                   | 2001                                                   | 2011                                                   |
| 1190                                                   | 1360                                                   | 1172                                                   | 1330                                                   | 1504                                                   | 1282                                                   | 1388                                                   | 1340                                                   | 1294                                                   | 1488                                                   | 1570                                                   | 1342                                                   | 1227                                                   | 1112                                                   | 1147                                                   |

| Ano  | 0-14 Anos | 15-24 Anos | 25-64 Anos | > 65 Anos |
| 2001 | 147       | 168        | 580        | 217       |
| 2011 | 169       | 114        | 640        | 224       |

## Património
- Cruzeiro do Senhor dos Milagres
- Igreja de São Paio ou Igreja Paroquial de Arcos de Valdevez
- Igreja da Misericórdia de Arcos de Valdevez
- Casa da Andorinha
- Casa do Terreiro
- Igreja Matriz de Arcos de Valdevez
- Casa da Ponte
- Antigo edifício dos Serviços Florestais, situado no gaveto do Campo Trasladário ou da Feira com a Rua 25 de Abril.
- Paço da Glória (edifício, capela, const. anexa e portal)